# ايثلوولف (ملك وسكس)
ايثلوولف أو النبيل وولف (بالٳنجليزية: Æthelwulf) كان ملك وسكس ما بين سنتي 839 إلى 858، وقبل ذالك عينه والده إيغبرت ملك وسكس حاكماٞ على مملكة كنت بعد انتصارهم على بورنوولف ملك مرسيا. قاد الملك ايثلوولف عدة معارك ضد الفايكينغ، من بينها معركة كارهامبتون ومعركة أكليا. وقد كانت سمعته بين المؤرخين سيئة، فقد كان يُنظر إليه على أنه متدين جداٞ وغير مهتم بالتطور والعلم، وكان يُنظر إلى حجّه لروما على أنه تخل عن واجباته.

## حياته
إيثلوولف هو ابن إيغبرت ملك وسكس الذي حكم من سنة 802 إلى 839. اسم والدته غير معروف، ولم يكن لديه أشقاء معروفين. وتزوج زوجتين، كانت أوسبوره الأكبر وأم جميع أبنائه الستة. وقد كانت ابنة أوسلاك كبير الخدم الشهير للملك إيثلوولف، وهو رجل ينحدر من الجوت الذين حكموا جزيرة وايت. أما زوجته الثانية فهي جوديت، الابنة البكر للملك شارل الأصلع.
ذكر إيثلوولف لأول مرة من طرف المؤرخين في عام 825، عندما فاز والده إيغبرت في معركة ٳلاندون الحاسمة في ويلتشاير ضد بورنوولف ملك مرسيا، منهياً هيمنة مرسيا الطويلة على جنوب إنجلترا. ثم أُرسل رفقة وولفهيرد والي هامبشاير وٳيلستان أسقف شيربورن، بجيش كبير إلى كينت لطرد الملك بالدريد الموالي للمرسين، وكذالك ضم ممالك ساسكس وٳسكس وسري. وبالفعل نجحت الحملة وعين ايثلوولف حاكما لكنت، وأصدر ميثاقاً بصفته ملك كينت في نفس العام. وعلى عكس المريسين، نجح الوسكسيون في التقرب ٳلى سكان كنت والفوز بدعمهم عبر تعيين والي منهم على المدينة. وٳستمرت حملات إيغبرت وفتوحاته ضد مرسيا حتى وفاته. وقد خلفه ابنه إيثلوولف في حكم مملكة وسكس.

## حكمه
تولى ايثلوولف عرش وسكس عام 839، وقد أعطته تجربته كملك موالي لكنت خبرة قيمة في الحكم، وقام بدوره بتكوين أبناء ملوك موالين له. ووفقًا لسجل الأحداث الأنجلوساكسونية، فإنه عند وصوله للعرش أعطى لابنه أيثيلستان أراضي مملكة كنت ومملكة إسكس ومملكة ساري ومملكة ساسكس ليحكمها. ومع ذلك ، لم يمنحه ايثلوولف نفس السلطة التي منحها له والده، وعلى الرغم من أن أيثيلستان قد شهد مواثيق والده كملك، إلا أنه لا يبدو أنه قد مُنح سلطة إصدار مواثيقه الخاصة. وقد حافظ ايثلوولف على سياسة والده في حكم مدينة كنت من خلال الولاة المعينين من النبلاء المحليين وتعزيز مصالحهم، لكنه قدم دعمًا أقل للكنيسة. وقد عرف بسياسته في كسب دعم الشعوب الدخيلة وتجنب ثوراتهم عبر منح نبلائهم المناصب المهمة والأراضي والهدايا القيمة. وقد خلقت هذه السياية شبكة من الصداقات والالتزامات المتبادلة بين المستفيدين والملك. فعلى سبيل المثال، كان رؤساء أساقفة كانتربري مقربين من دائرة ملك غرب ساكسونيا. وكانت لهم مكانة عالية، وكانوا في بعض الأحيان أعلى من أبناء الملك في قوائم شهود المواثيق.
حافظ ايثلوولف على العلاقات الجيدة مع مرسيا، والتي طورها والده إيغبرت قبل وفاته. بل وتحالف مع بيرݣريد في حملته الناجحة ضد ويلز سنة 853. ومن جهة أخرى، دخل ايثلوولف في عدة معارك ضد الفايكينغ. ففي سنة 843، هُزم من في هجوم شنته 35 سفينة دنماركية في كارهامبتون في مقاطعة سومرست. وفي عام 850، حقق ٳبنه أيثيلستان ملك كنت انتصارًا بحريًا على أسطول كبير قبالة ساندويتش في كنت، واستولوا على تسع سفن. وفي العام التالي، قاد الفايكينغ هجوماً كبيرا على جنوب إنجلترا، وٳستولى الأسطول الدنماركي على لندن وكانتربري. حاول ايثلوولف ٳغاثة حلفائله المرسيين لكنه هزم، وتحول بعد ذالك ٳلى وضعية الدفاع بعد أن وصل مقاتلي الفايكينغ ٳلى سري. غير أنه هزمهم في معركة أكليا والتي قادها رفقة ٳبنه ايثلبلاد.
في سنة 850، ذهب ايثلوولف في رحلة الحج إلى روما، فقد كان وقتًا مناسبًا لملك الغرب الساكسوني للمطالبة بمكانة الشرف بين ملوك وأباطرة العالم المسيحي. كما عاد إلى روما مرة أخرى في ربيع عام 855 في حاشية كبيرة، وقد ترك مملكة وسكس في رعاية ابنه الأكبر الباقي أيثلبلاد، ومملكة كنت الموالية لحكم ٳبنه الأخر أيثلبيرد، وبالتالي أكد أنهما سيخلفان المملكتين بعده. وفي كل رحلة كان ايثلوولف يمكث بقصر شارل الأصلع ملك فرنسا. وقد تزوج من ٳبنته جوديث في 1 أكتوبر سنة 856. ثم بعدها ٳضطر للعودة ٳلى وسكس لمواجهة ثورة ٳبنه ايثيلبلاد، والذي حاول منع والده من استعادة عرشه.

## موته
توفي ايثلوولف في 13 يناير 858، وفقًا لسجلات سانت نويت. وتم دفنه في ستينينج في ساسكس، ولكن تم نقل جثته لاحقًا إلى ونشستر. يُعتقد أن المملكة أصبحت مشتركة بين الأبناء الأكبر لايثلوولف، يحكم ايثيلبلاد مملكة ويسكس بشكل فردي وايثلبريد يحكم مملكة كنت والجنوب الشرقي. ويفترض أن تعود الأراضي الشخصية للملك إلى ملكية أبنائه ايثيلبلاد وايثلبريد وألفريد. ويمكن أن يشير هذا البند إلى أن عرش ويسكس يجب أن يعود في نهاية المطاف إلى الناجي من الإخوة الثلاثة، لكن المؤرخين لا يتفقون على هذه النقطة. بل يؤكدون تقاسم ممتلكات ايثلوولف بين أبناء الملك والنبلاء وٳحتياجات روح الملك أي المدفونة معه. ولهذه الغاية، يخصص عشر أراضيه الموروثة لإعاشة الفقراء ويأمر بإرسال 300 مانكوس سنويًا إلى روما: مائة لإضاءة مصابيح القديس بطرس في عيد الفصح، ومئة لمصابيح القديس بولس، ومائة للبابا.
تمشيا مع رغبات ايثلوولف الأخيرة، خلفه ايثيلبلاد في عرش مملكة ويسكس، بينما ورث ايثلبريد مملكة كينت وأجزاء أخرى من الجنوب الشرقي. ورغبة أيضًا في الاستفادة من هيبة الزواج الكارولينجي، تزوج ايثيلبلاد من زوجة أبيه جوديت، وهي لفتة ملأت آسر بالرعب بعد بضعة عقود. توفي ايثيلبلاد بعد ذلك بعامين تقريبًا، في عام 860م، وخلفه ايثلبريد دون تعيين خليفة لمملكة كنت، ودفن إلى الأبد خطط تقسيم المملكة بين أبنائه التي احتفظ بها ايثلوولف. ومن الممكن أن يكون ايثلبريد قد أبرم صفقة مع إخوته ايثلريد وألفريد، اللذين لا يزالان أصغر من أن يحكموا، من خلال التعهد بتوريث المملكة بأكملها لهم عند وفاته.
بعد وفاة ايثيلبلاد، باعت جوديت ممتلكاتها وعادت للعيش مع والدها. بعد ذلك بعامين من ذالك، هربت مع كونت بالدوين مارغريف فلاندرز. تزوج ابنهما المسمى أيضًا بالدوين فيما بعد من ألفثريث حفيدة ايثلوولف، في سنة 890م.

## أبنائه
- ايثيلستان: حاكم مملكة كنت الموالية لمملكة وسكس من سنة 839 ٳلى 851.
- ايثيلسويت: زوجة بيرݣريد ملك مرسيا.
- ايثيلبلاد: ملك وسكس من سنة 855 ٳلى 860.
- ايثلبريد: ملك وسكس من سنة 860 ٳلى 865.
- ايثلريد الأول: ملك وسكس من سنة 865 ٳلى 871.
- ألفريد العظيم: ملك وسكس من سنة 871 ٳلى 899.